# 金菊蠕形海葵
金菊蠕形海葵（学名：Halcampa chrysanthellum）为蠕形海葵科蠕形海葵属的动物。分布于北美以及中国南海、东海等海域。